# 巨齿鸟属
巨齿鸟属（学名：Gigantornis ）是鸌科的一属。

## 下属物种
本属包括以下物种：
- Gigantornis eaglesomei Andrews, 1916